# 額田町町歌
「額田町町歌」（ぬかたちょうちょうか）は、かつて日本の愛知県額田郡額田町が制定していた町歌である。作詞・藤井静、作曲・冨田勲。

## 解説
1956年（昭和31年）12月10日に、同年9月の町制施行を記念して制定された。また、合併1周年を記念して町民音頭「ぬかた音頭」他2曲の郷土民謡が選定されており、1958年（昭和33年）には日本コロムビアがこの2曲をカップリングしたSP盤（規格品番：PR1800）を製造している。
岡崎市・額田町合併協議会では、編入合併後の町歌および町民音頭の扱いについて「現在の岡崎市歌をそのまま市歌として存続する」申し合わせが行われたため「地域の歌」として存続することも無く合併と同時に失効・廃止の扱いとなった。閉町直前の2005年（平成17年）12月には、元愛知教育大学教授で岡崎市名誉市民の内藤淳が旧蔵していたレコードが遺族から鈴木啓允町長に寄贈されている。